# 都城市立小松原中学校
都城市立小松原中学校（みやこのじょうしりつ こまつばらちゅうがっこう）は、宮崎県都城市大王町にある公立の中学校。

## 概要
歴史
1947年（昭和22年）の学制改革の際に、新制中学校「都城市立大王中学校」として創立。現校名となったのは1949年（昭和24年）。2022年（令和4年）に創立75周年を迎えた。
校章
中央に「中」の文字を配している。
校歌
作詞は髙野兼盛、作曲は鶴田貞雄による。歌詞は4番まであり、1番の歌詞中に校名の「小松原」が登場する。
通学区域
- 都城市立大王小学校[1]

## 沿革
- 1947年（昭和22年）- 学制改革が行われる（六・三制の実施）。
  - 4月1日 - 大王国民学校初等科が新制小学校「都城市立大王小学校」に改組・改称。
  - 5月8日 - 都城国民学校[2]高等科が青年学校普通科とともに、新制中学校「都城市立大王中学校」に改組・改称。旧兵舎跡に開校。
- 1949年（昭和24年）
  - 4月11日 - 「都城市立小松原中学校」（現校名）に改称。校区改定により、一部生徒が姫城中学校に転出。
  - 9月 - 再度の校区改定により、一部生徒が姫城中学校から転入。
- 1950年（昭和25年）12月 - 木造新校舎に移転を完了。
- 1958年（昭和33年）5月 - 体育館が完成。
- 1959年（昭和34年）6月 - 技術科教室が完成。

## 交通アクセス
最寄りの鉄道駅
- JR九州 日豊本線 「西都城駅」

最寄りのバス停留所
- 宮崎交通バス（宮交バス）「前田三丁目」バス停

最寄りの幹線道路
- 国道269号

## 周辺
- 都城市立大王小学校
- 小松原地区公民館
- 小松原地区体育館